# تای اوتوشی
تای اوتوشی (به ژاپنی: 体落)-(به انگلیسی: Tai otoshi) یکی از فنون و تکنیک‌های دستهٔ ناگه-وازا رشتهٔ ورزشی جودو است که در زیردستهٔ ته-وازا دسته‌بندی می‌شود.